# Lozice (Slovenië)
Lozice (Duits: Lositz) is een plaats in Slovenië en maakt deel uit van de gemeente Vipava in de NUTS-3-regio Primorska. De plaats telde 190 inwoners op 1 januari 2020.

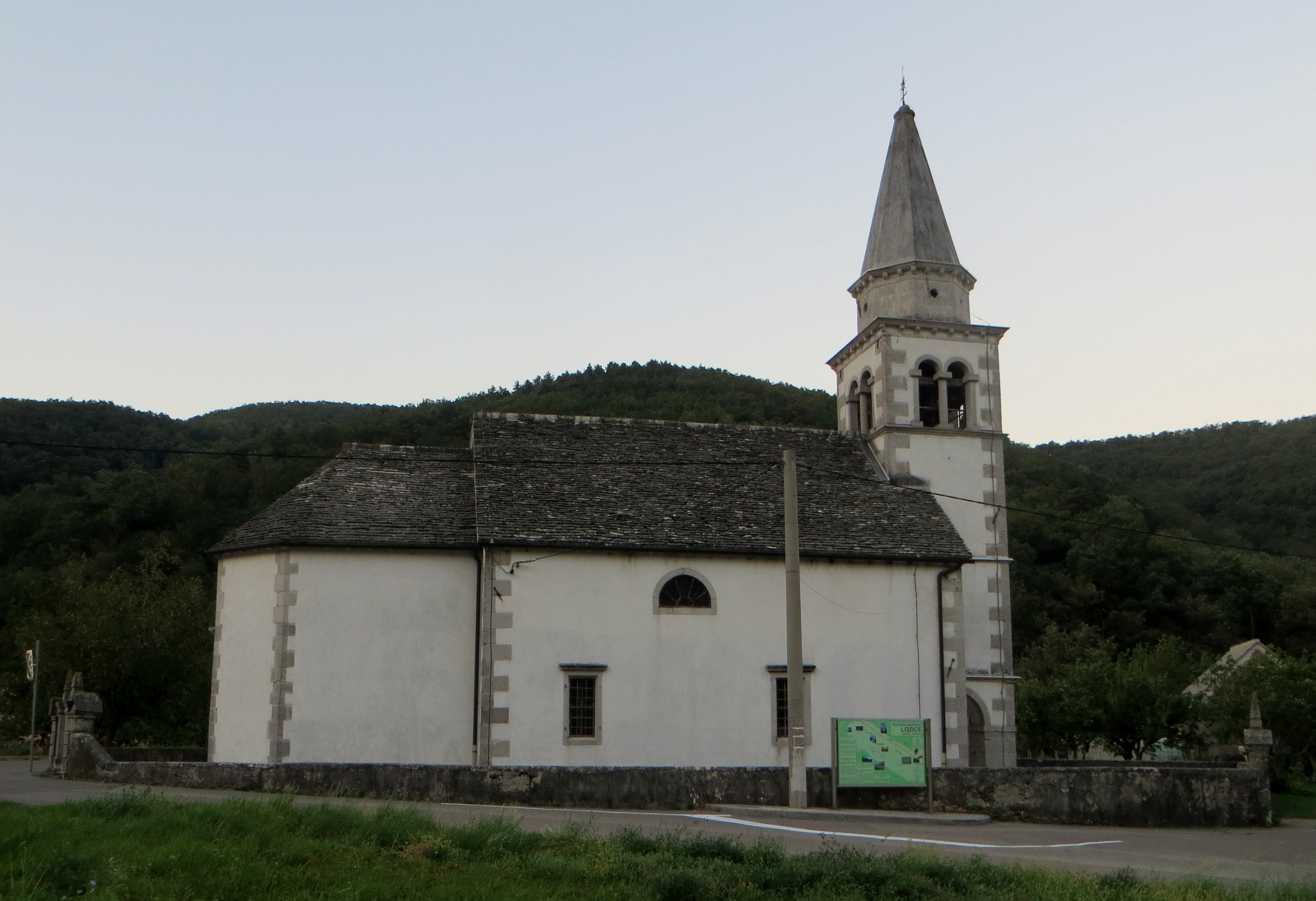
Sint Franciscus Xaveriuskerk